# Christo Sławejkow
Christo Petkow Sławejkow (bułg. Христо Петков Славейков; ur. 30 listopada 1862 w Trjawnie, zm. 8 listopada 1935 w Kjustendile) – bułgarski polityk i prawnik, minister sprawiedliwości (1908-1910), minister rolnictwa i handlu (1910–1911), deputowany do Zwyczajnego Zgromadzenia Narodowego 9. (1896-1898), 11. (1901), 14. (1908–1911), 16. (1913), 17. (1914-1919), 18. (1919-1920), 19. (1920-1923), 20. (1923) i 21. (1923-1927) kadencji.

## Życiorys
Był synem poety i polityka Petko Sławejkowa i Iriny, bratem Pencza. Uczył się w Trjawnie, a następnie w Mikołajowie (Imperium Rosyjskie). Ukończył studia prawnicze na uniwersytecie w Charkowie, a w 1890 na uniwersytecie w Aix-en-Provence. Po przyjeżdzie do kraju w 1881 pracował jako zastępca prokuratora w Sądzie Okręgowym w Sofii, a następnie w Warnie i w Kiustendile. W Kiustendile objął stanowisko przewodniczącego Sądu Okręgowego. Od 1891 pracował jako adwokat.
Działał w Partii Demokratycznej, był redaktorem czasopism związanych z partią - Zname i Borba. Współpracował z czasopismem Demokraticzeski pregled. Od 1896 zasiadał w Zgromadzeniu Narodowym. W latach 1908–1910 pełnił funkcję przewodniczącego parlamentu. W 1910 objął stanowisko ministra sprawiedliwości w gabinecie Aleksandra Malinowa.
Był żonaty (żona Miłana), miał sześcioro dzieci. W 2000 został uhonorowany tytułem honorowego obywatela Kiustendiłu.